# Скураты (Житомирская область)
Скураты́ (укр. Скурати) — село на Украине, основано в 1547 году, находится в Малинском районе Житомирской области. Расположено на реке Каменка.
Код КОАТУУ — 1823487201. Население по переписи 2001 года составляет 338 человек. Почтовый индекс — 11613. Телефонный код — 4133. Занимает площадь 2,552 км².

## Адрес местного совета
11600, Житомирская область, Малинский р-н, с. Скураты